# Линейни кораби тип „Пенсилвания“
Пенсилвания (на английски: Pennsylvania) са серия линейни кораби на САЩ. От проекта са построени две единици: „Пенсилвания“ (на английски: USS Pennsylvania (BB-38)) и „Аризона“ (на английски: USS Arizona (BB-39)). Седмата серия американски дредноути и втората серия линкори от „стандартния тип“. Заложени са след типа „Невада“.

## Предистория
Предходните линкори от типа „Невада“ представляват завръщане към старата схема за брониране „всичко или нищо“, която е отличителна черта за всеки един последващ американски линкор. С оглед на това, че далечините на боя между корабите расте с увеличаването на калибъра на оръдията на ГК, системата се променя от предходните решения, в които се използва дебела, средна и тънка броня, и се връща към идеите на Барнаби за използването само на дебела броня за защита на жизненоважните части на кораба. Тази система предвижда, че на големите дистанции боят ще се води само с бронебойни снаряди, които могат да бъдат спрени само от дебела броня, новостта се състои само в това, че вече се счита, че основната част от снарядите ще поразяват палубата, а не борда. Тъй като средната или тънка броня служи само за активирането на взривателите на снарядите, всички останали части на надстройките не са бронирани, за да могат бронебойните снаряди да ги пробиват проходно, нанасяйки минимални повреди. Намалявайки броя на кулите и намалявайки дължината на пояса, конструкторите успяват да увеличат дебелината и височината на главния пояс и рязко да усилят защитата на броневата палуба срещу снарядите, падащи под голям ъгъл. Започвайки от „Невадите“ американските линкори използват изключително нефтено гориво.

## Конструкция
Линейните кораби от тип „Пенсилвания“ са значително по-големи, отколкото техните предшественици от тип „Невада“. Единственото ограничение в размерите на тези кораби е възможността да преминават през шлюзовете на Панамския канал – ширината не трябва да надвишава 32,33 m. Основното направление при проектирането на „Пенсилвания“ е поправяне на недостатъците, налични в конструкцията на „Невадите“, а те не са малко: невисоко качество на бронята, ниска кучност на оръдията на ГК, ниско разположение на противоминната батарея, недостатъчна скорост – част от тях успяват да отстранят веднага, част от тях не. Подложката под бронята на „Аризона“ е от цимент, който заменя дървото използвано на „Пенсилвания“. По сравнение с предходната серия линкори управляемостта съществено е подобрена. Вместо 6 милиона долара, за корпуса и машините, при предходната серия вече е заложена сумата от 7,5 млн. Такова увеличение във финансирането позволява да се създаде кораб с 10 % по-голяма водоизместимост, усилвайки артилерията с 20 %, а ефективността на защитата на подводната част – двойно.
Метацентричната височина е прекомерна и има изключително висока стойност: при нормална водоизместимост съставя 2,28 m, а при пълна – 2,39 m. Което дава запас устойчивост, но провокира рязко бордово люлеене. Корабите имат умерената скорост от 21 възела, която вече фактически става стандартната ескадрена скорост за линейния флот на САЩ.

### Корпус
Те имат дължина по водолинията 182,9 m, максимална дължина 185,3 m, ширина по водолинията 29,6 m, а също проектно газене при пълно натоварване 8,9 m. Те са със 7,6 m по-дълги, отколкото предшествениците. Техните проектни нормална и пълна водоизместимости са 31 900 t и 32 960 t, съответно фактическата стандартна е 29 626 t, което е с повече от 4000 дълги тона повече, отколкото на предходния тип. Което ги прави най-големите в света. Корабите при пълно натоварване имат метацентрична височина 2,39 m. Корпусът има пълни обводи, коефициента на обща пълнота съставя 0,65, което е повече, отколкото при „Невада“. По мидъл шпангоута линкорите са практически правоъгълни – коефициента на пълнота се равнява на 0,976. Главното различие е видимият развал на носовите шпангоути, в резултат на което линкорите по-малко се зариват във вълната. Благодарение на четиривалната установка, независимо от известното увеличение в дължината на корпуса, корабите имат по-добра маневреност, отколкото типа „Невада“ – минималният диаметър на циркулация при скорост на хода от 20 възела съставлява 503 m срещу 571 m при „Оклахома“.

### Въоръжение
Главният калибър на линкорите съставляват 12 356-mm/45 оръдия с боекомплект от по 100 снаряда на оръдие.
Всички кули на главния калибър са строени с обща люлка и съвместно вертикално насочване, при това на трите оръдия има само два снарядни подемника – за икономисване на пространство и намаляване на числеността на куполната прислуга, което води до ограничаване на скорострелността, и към това че повече от половината снаряди се съхраняват вертикално вътре във въртящия се погон, а готовите за изстрел – в самата кула на хоризонтална платформа зад оръдията. При това в англоезичната техническа литература тези кули се обозначават с термина „triple“ („строени“), за разлика от обичайното в такива случаи „three-gun“ („триоръдейни“). Плюс на строените кули е това, че за вертикалното насочване на всичките три оръдия в кулата е необходим само един наводчик. В качеството на противоминна артилерия линкорите получават 127-mm оръдия Mark 8 в количество 22 броя. Стволът на оръдието се състои от вътрешна тръба, кожух, цилиндър, казенник и един скрепяващ пръстен. Зареждането – картузно. Разположението на оръдията е като цяло близко до схемата, приета при предходната серия, но с отказ от неудачната кърмова установка по диаметралната плоскост; освен това четири оръдия са пренесени с палуба по-нагоре. Главният им недостатък – ниското разположение на противоминната артилерия се запазва, преодоляването му, и то само частично, става възможно само на следващия тип линкори. На тези линкори изначално е предвидена зенитна артилерия от четири 76-mm оръдия.

### Брониране
Новата марка броня Class A – Mk 2, използвана на тези линкори, се отличава с по-добри характеристики. Тя се произвежда от „Бетълхем Айрън Уоркс“ и поставя на всички последващи „стандартни линкори“. Поясът се състои от един ред правоъгълни плочи броня, разположени „вертикално“. Главният пояс има височина 5,337 m, от тях 2,647 m се намират над конструктивната водолиния. Поясът има максимална дебелина 343 mm, но на разстояние 1,978 m от долния ръб дебелината на плочите започва постепенно да намалява до 203 mm. Чупката по повърхността на плочите (в мястото на началото на нейното изтъняване надолу) е разположена от вътрешната страна на пояса, от външната им страна плочите са гладки. Поясът е положен върху лавици, в подводната част на кораба преходът от броневия пояс към обикновената обшивка е гладък. На нивото на горния край на пояса има „стъпало“. Броневите траверси имат дебелина 330 mm към върха и 203 mm по долната част. Освен това на кърмата, зад главния, има 203-mm пояс за защита на рулевите механизми, който откъм кърмата се затваря от 330-mm траверса.
Върху основната настилка на палубата от 12,4-mm листове мека стомана са наложени два слоя плочи от стомана STS с дебелина по 31,1 mm, т.е. общата дебелина на броневата палуба съставлява 74,7 mm. В кърмовата част (зад цитаделата) хоризонталната защита има максималната дебелина от 155,6 mm, за защита на рулевите механизми. Тук, към кърмата, от кърмовата траверса практически на нивото на водолинията, върви бронева палуба с дебелина 112 mm STS над 43,6-mm мека стомана.
Под главната бронева палуба е разположена противоосколъчната палуба. Над настилката на палубата от 20-фунтови (12,4 mm) листова мека сименс-мартенова стомана (МS) лежи един слой плочи 40-фунтова стомана STS с дебелина 24,9 mm, крайната дебелина на палубата съставлява по такъв начин 37,3 mm, скосовете на тази палуба имат брониране 49,8 mm: слой 60-фунтова никелова стомана на 20-фунтова (12,4 mm) настилка.

#### Конструктивна подводна защита
Ширината на подводната противоторпедна защита съставлява 3,584 m. По сравнение с типа „Невада“ тя е значително усилена. Конструкцията на защитата включва двоен борд, след това празен отсек, нататък следва противоторпедна преграда, изпълняваща ролята на вътрешен подводен пояс, дебелината на която съставлява 74,7 mm (два слоя STS по 37,3 mm). При това бордовите отсеци се поддържат празни, горивото и котелната вода се съхраняват в дънните отсеци. Защитата е разчетена и изпробвана за противодействие на 135 kg взривно вещество от типа тринитротолуол (тротил), което е повече, отколкото при линкорите от предходния тип. Това е по-малко, отколкото бойните части на новите торпеда, така например немските торпеда носят бойна част със 160 – 195 kg тротил или хексанит, британските – 181 kg тротил, японските 130 – 160 kg шимоза. Изпитанията през юли и септември показват, че такава система може да противостои на взрив от 136 kg (300 фунта) ТНТ, което съответства на резултатите, достигнати от британците, и малко по-лошо от немците. Преградата също така изпълнява ролята на долен пояс. Като противоторпедна защита тя не издържа на взрив на стандартните 140 – 145 kg бойни части на торпедата и е фактически безполезна. След провеждането на опити подобна система за подводна защита е призната за неудовлетворителна, като конструкция, поради това че камера за разширение е прекалено широка, а 75-mm противоминна преграда не предпазва срещу повреди. Фридман пише, че конструктивната противоторпедна защита е значително по-добра, отколкото на предходния тип линкори, счита се за по-добра от британската и френската ПТЗ и е приблизително еквивалентна на немската.
За определена слабост в частта на конструктивната защита на корпуса от подводни взривове, която е като цяло удовлетворителна, може да се определи малката дълбочина на двойното дъно (0,99 m), при това бордовите отсеци са преднамерено празни, горивото (конструкторите поместват нефтените цистерни в междудънното пространство на плоското дъно) и прясната вода за котлите се съхраняват в дънните отсеци, което е недобре при взривове на подводни заряди под дъното. Това, поради създаването от англичаните през 1918 г. на първите магнитни дънни мини („Синкер“ Мк-I(М), със заряд тротил 554 kg), обезценява подводната защита.
Защитата като цяло, според оценката на Мандел, е по-добра от британската и приблизително еквивалентна на германската.

### Енергетична установка

#### Главна енергетична установка
Енергетичната установка на корабите от типа е четиривална. Според проекта паротурбинните механизми на всеки от корабите имат обща мощност 31 500 к.с., което трябва да им осигурява достигането на максимална скорост на хода от 21 възела.

#### Електрозахранване
Електроенергийната установка се състои от четири турбогенератора „General Electric“ с мощност по 300 kW. Разположението им е по два в отделни отсеци пред и зад котелните отделения.

#### Далечина на плаване и скорост на хода
Запасът нефт съставлява 1507 д. т нормално, 2305 д. т пълен. При наличието на пълен запас и чисто дъно далечината на плаване съставлява 6070 мили на 12 възела или 2652 на 20.

## Модернизации
Освен това че хоризонталната и противоторпедната защита не отговарят на следвоенните изисквания, се появява фактор, правещ голямата им модернизация необходимост – натоварването, което се е натрупало и съпътстващото му намаляване на височината на броневия пояс над водата. Работата също се влошава от постоянното желание да се излиза в морето със свръхпроектни запаси нефт на борда. Газенето надхвърля проектното с повече от 1 m, а височината на пояса над водата съставя едва 1,34 m.
Общата сума, похарчена за модернизацията на двата линкора от типа „Пенсилвания“, съставя 14,8 млн. долара.
Над наличната броневата палуба са поставени допълнителен слой от броневи плочи STS с дебелина 44,5 mm, довеждайки така общата дебелина на броневата палуба до 119 mm.
Общата маса на добавената хоризонтална броня съставя 1073 тона.
Основните работи на модернизацията се заключават в усилването на противоторпедната защита. При това обширният отсек зад двойния борд е разделен на две: вътрешна и външна секции, в него, между старата противоторпедна преграда и вътрешната обшивка на двойния борд, е поставена още една надлъжна преграда с дебелина 19,05 mm STS. Зад старата противоторпедна преграда, в случай на повреждането ѝ, е поставена нова надлъжна преграда с дебелина 6,35 mm, образувайки по такъв начин филтрационна камера. Това става възможно благодарение на намаляването на ширината, заемана от силовата установка след нейната замяна. Филтрационният отсек винаги е поддържан празен.
Самата главна противоторпедна преграда остава без изменения, тъй като и преди това има солидната дебелина 75 mm. Линкорите получават були с максимална ширина по 1,4 m, което е по-малко, отколкото на предходните кораби. Разликата е предизвикана от това, че линкорите от типа „Пенсилвания“ изначално са с по-голяма ширина, а максималната ширина се определя от ширината на Панамския канал.
След модернизацията общата дълбочина на противоторпедната защита на линкорите при мидъла съставя 5,795 m, а максималната ширина на линкора 32,4 m.
В хода на модернизацията са увеличени до 30° ъглите на възвишение на оръдията на главния калибър, напълно са заменени системите за управление на огъня; поставени са прибори и системи, аналогични на тези, които има на линкорите от „Голямата петорка“.
След модернизацията нормалната водоизместимост на кораба съставя 34 400 t. Успяват със 70 cm да намалят нормалното газене на линкора – до 8,94 m, а метацентричната височина намалява до 1,78 m, преставайки да бъде прекомерна. Пълната водоизместимост нараства до 35 929 t, газенето при пълна водоизместимост при това намалява до 9,2 m – само с 30 cm повече, отколкото е първоначалното.
Бойната водоизместимост на кораба, осигуряващо достатъчен запас плаваемост и най-добрата диаграма на устойчивост, не трябва да надвишава 35 548 t.
Подобрена е защитата срещу дънни мини и торпеда с неконтактен взривател – съкращаването на обема, заеман от новите котли, позволява да се разположи вътре в корпуса, на протежение на котелните отделения, трето дъно. Дебелината на неговата обшивка съставя 19,05 mm. В дънните отсеци вече е разположен целият запас прясна вода за котлите. Усъвършенствана е системата за управление на огъня: поставени са четири прибора за управление на противоминната батарея британски образец.

## Представители на проекта
| Название                               | Корабостроителница | Заложен             | Спускане на вода | Влизане в строй     | Судьба                                                                                           |
| -------------------------------------- | ------------------ | ------------------- | ---------------- | ------------------- | ------------------------------------------------------------------------------------------------ |
| „Пенсилвания“ USS Pennsylvania (BB-38) | Newport News       | 27 октомври 1913 г. | 16 март 1915 г.  | 12 юни 1916 г.      | потопен на 10 февруари 1948 г. при атола Куаджалин                                               |
| „Аризона“ USS Arizona (BB-39)          | New York Navy Yard | 16 март 1914 г.     | 19 юни 1915 г.   | 17 октомври 1916 г. | Потопен на 7 декември 1941 г. от японската палубна авиация в хода на нападението над Пърл Харбър |

## Оценка на проекта
|                                              | „Ривендж“                | „Байерн“                    | „Невада“                   | „Фусо“                   | „Пенсилвания“              |
| Заложен                                      | 1913                     | 1913                        | 1912                       | 1912                     | 1913                       |
| Влиза в строй                                | 1916                     | 1916                        | 1916                       | 1915                     | 1916                       |
| Стойност                                     |                          | 49 милиона марки            |                            |                          |                            |
| Водоизместимост, нормална, т                 | 27 885                   | 28 448                      | 27 500                     | 30 600                   | 31 902                     |
| Пълна, т                                     | 31 496                   | 32 200                      | 28 400                     | 35 900                   | 33 088                     |
| Номинална мощност на СУ, к.с.                | 40 000                   | 35 000                      | 26 500                     | 40 000                   | 31 500                     |
| Скорост, въз.                                | 22                       | 22                          | 20,5                       | 22,5                     | 21                         |
| Далечина на плаване, мили (на скорост, въз.) | 5000 (12)                | 5000 (12)                   | 5195 (12)                  | 8000 (14)                | 8000 (10) 6070 (12)        |
| Брониране, mm                                |                          |                             |                            |                          |                            |
| Пояс                                         | 330                      | 350                         | 343                        | 305                      | 343                        |
| Кули, чело                                   | 330                      | 350                         | 406                        | 305                      | 457                        |
| Барбети                                      | 254                      | 350                         | 330                        | 305 – 203                | 330                        |
| Рубка                                        | 280                      | 350                         | 406                        | 305                      | 406                        |
| Палуби                                       | 76 – 51                  | 100 – 60                    | 62+25                      | 76 – 67                  | 75+25                      |
| Въоръжение                                   |                          |                             |                            |                          |                            |
| Главен калибър                               | 4 × 2× 381 mm/42         | 4 × 2 × 380 mm/45           | 10 × 356 mm/45             | 6 × 2× 356 mm/45         | 4 × 3 × 356 mm/45          |
| Спомагателен                                 | 14 × 152 mm/45 2 × 76 mm | 16 × 150 mm/45 2 × 88 mm/45 | 21 × 127 mm/51 4 × 76,2 mm | 16 × 152 mm/50 4 × 76 mm | 22 × 127 mm/51 4 × 76,2 mm |
| Торпедно въоръжение                          | 4 × 533 mm ТА            | 5 × 600 mm ТА               | 2 × 533 mm ТА              | 6 × 533 mm ТА            | 2 × 533 mm ТА              |

Работата над грешките е успешна.
Линейните кораби от типа „Пенсилвания“ са здрави мощни, мореходни, добре защитени и служат като прототип за линкорите от трите последващи серии.
| Основни балистични данни на оръдия на главния калибър              | Основни балистични данни на оръдия на главния калибър | Основни балистични данни на оръдия на главния калибър | Основни балистични данни на оръдия на главния калибър | Основни балистични данни на оръдия на главния калибър | Основни балистични данни на оръдия на главния калибър |
| ------------------------------------------------------------------ | ----------------------------------------------------- | ----------------------------------------------------- | ----------------------------------------------------- | ----------------------------------------------------- | ----------------------------------------------------- |
| Образец на оръдието / установката                                  | 15"/42 Mk I                                           | 38 sm SKC/13 Drh LC/13                                | 14"/45 Marks I                                        | 356-mm/52                                             | 14"/45 Marks 2                                        |
| Страна                                                             | Великобритания                                        | Германия                                              | Великобритания                                        | Руска империя                                         | САЩ                                                   |
| Калибър, mm                                                        | 381                                                   | 380                                                   | 356                                                   | 356                                                   | 356                                                   |
| Маса на оръдието със затвора, kg                                   | 101 685                                               | 76 200                                                | 86 110                                                | 83 325                                                | 64 633                                                |
| Дължина на оръдието, калибри                                       | 43,36                                                 | 45,0                                                  | 46,26                                                 | 52                                                    | 45,9                                                  |
| Дължина на канала на ствола, калибри                               | 42,0                                                  | 42,42                                                 | 45,0                                                  | 50,41                                                 | 44,8                                                  |
| Маса на заряда, kg                                                 | 196                                                   | 183                                                   | 156                                                   | 203                                                   | 165,6                                                 |
| Маса на снаряда, kg                                                | 871                                                   | 750                                                   | 719                                                   | 747,8                                                 | 635                                                   |
| Начална скорост, m/s                                               | 731                                                   | 800                                                   | 762                                                   | 732                                                   | 790                                                   |
| Разчетно налягане, kg/cm²                                          | 3150                                                  | 3150                                                  | 2835                                                  | 2835                                                  | 2835                                                  |
| Живучест, бойни изстрела                                           | 335…350                                               | 250…300                                               | 350                                                   | 150                                                   | 150                                                   |
| Маса на въртящата се част, t                                       | 874 – 894                                             | 870                                                   | 671                                                   | ?                                                     | 638                                                   |
| Изстрел за s                                                       | 30 – 60                                               | 26 – 53                                               | 30                                                    | 20 – 30                                               | 36 – 48 (48 – 72)                                     |
| Далечина, каб.                                                     | 121                                                   | 125                                                   | 121                                                   | 126                                                   | 104                                                   |
| Теглова ефективност                                                | 0,79                                                  | 1,04                                                  | 0,76                                                  | 0,83                                                  | 1                                                     |
| Бронепробиваемост на снаряда (круповска стоманоникелова броня), mm |                                                       |                                                       |                                                       |                                                       |                                                       |
| 25 каб. (4630 m)                                                   | 618                                                   | 620                                                   |                                                       |                                                       | 482 (5490 м)                                          |
| 50 каб. (9260 m)                                                   | 480                                                   | 474                                                   |                                                       |                                                       | 403                                                   |
| 75 каб. (13 890 m)                                                 | 381                                                   | 372                                                   |                                                       |                                                       | 307                                                   |
| 100 каб. (18 520 m)                                                | 307                                                   | 294                                                   |                                                       |                                                       | 241                                                   |
| 125 каб. (23 150 m)                                                | 248                                                   | 226                                                   |                                                       |                                                       | -                                                     |

Прогресът върви бързо и 14"/45 Marks 2, които към момента на влизането в строй на корабите от типа „Ню Йорк“ са най-мощният главен калибър, вече са слаби. Американците са добре защитени от снарядите на „Фусо“ по всички ракурси. Но тяхната защита се оказва абсолютно недостатъчна против 381-mm британски снаряди. Генералният съвет, отговорен във флота на САЩ за корабостроителната политика, изчислява, че е необходим пояс от 406 mm изтъняващ до 229 mm по долния край и 89-mm главна бронепалуба, за да се обезопасят корабите от 381-mm снаряди в диапазона дистанции от 50 до 70 кабелтови (от 9,26 kg до 12,9 kg) или от 10 000 (49,4 kbt, 9,15 km) до 14 000 ярда (69,1 kbt, 12,8 km). Бидейки най-големите в света по водоизместимост (с повече от 2000 – 3000 t над конкурентите), „Пенсилваниите“ са по-силни от японските, но са само равни по сила на най-новите немски и британски линкори. Следствие от тактическите доктрини на Германия и САЩ става разминаването в характеристиките за близък и далечен бой: немците имат възможност да поразят американците в борда, а те на свой ред – отгоре. На малки дистанции превъзхожда „Байерн“, на големи – „Пенсилвания“. Модернизацията на американските линкори в края на 1920 – началото на 1930 години позволява рязко да се подобрят много от характеристиките и преди всичко ефективността на системата за управление на огъня и подводната защита. В хода на модернизациите при техните японски опоненти основното слабо място е остарялата схема за бронева защита, което не е отстранено, от своя страна усилващо превъзходството на американските линейни кораби. Линейните кораби от типа „Ривендж“, от момента на влизането им в строй, нямат кардинална модернизация и американските системи за управление на огъня преди Втората световна война са значително по-съвършени. И вместо посредствените бронебойни снаряди американците получават най-добрите.
Буквално година-две след влизането им в строй концепцията за линейния кораб дредноут с 21 – 23-възлова скорост остарява и вниманието на специалистите се съсредоточава към проектирането на бързоходни линкори, но преди въвеждането на ограниченията на Вашингтонския договор да построят линкори от новия тип успяват само японците: това са линейните кораби от типа „Нагато“.

## Коментари
1. ↑  40,8 фунта = 1 дюйм = 25,4 mm
2. ↑  За британските и американските кораби в източниците водоизместимостта е дадена в дълги тонове, за това тук тя е преизчислена в метрични тонове.
3. ↑  Някои автори дават невярна маса: 77 500 kg – това е масата със затвора и лафета.
4. ↑  двуоръдейна
5. ↑  за строените
6. ↑  за единица е взето оръдието 14"/45 Marks 1 преди модернизацията